# Parassitemia
La  parassitemia  è un reperto di laboratorio che indica le presenza, sempre patologica, di parassiti nel sangue e permette di valutare la loro quantità media e massima, misurata in rapporto a un μl di sangue.
Nella malaria, ad esempio, i valori medi di presenza parassitemica, secondo il protozoo di riferimento, sono: 
- Plasmodium falciparum: 150 000
- Plasmodium vivax: 20 000
- Plasmodium ovale: 9 000
- Plasmodium malariae: 6 000 [1]

La parassitemia viene quantizzata con esami ematochimici o con metodi immunocromatografici.